# Oulankajoki
L'Oulankajoki (in russo Оуланкайоки / Оланка, Oulankajoki / Olanga) è un fiume che scorre in direzione ovest-est attraverso le colline del comune di Kuusamo nella regione finlandese dell'Ostrobotnia settentrionale, poco a sud del circolo polare artico. Ha origine nelle torbiere nei pressi di Salla e scorre con un corso particolarmente tortuoso in una regione ricca di laghi. Nel parco nazionale di Oulanka, il fiume irrompe attraverso gole rocciose simili a canyon. In seguito raccoglie le acque del Kitkajoki, proveniente da sud. Dopo il confine russo, incontra un altro fiume, il Kuusinkijoki, anch'esso proveniente da sud, prima di gettarsi nel lago Paanajärvi. Da qui, con il nome di Olanga, il fiume continua il suo corso dall'estremità orientale del lago fino al Pjaozero.

## Tempo libero
L'Oulankajoki è una meta popolare per le gite in canoa di più giorni. Inoltre, nel corso superiore, viene praticato il rafting.